# Keratella tropica
Keratella tropica är en hjuldjursart som först beskrevs av Carl Apstein 1907.  Keratella tropica ingår i släktet Keratella och familjen Brachionidae. Inga underarter finns listade i Catalogue of Life.